# Церква Успіння Пресвятої Богородиці (Дрогобич)
Це́рква Успі́ння Пресвято́ї Богоро́диці — парафіяльна греко-католицька церква, на честь Внебовзяття Пресвятої Діви Марії, у місті Дрогобичі. Парафія належить до Дрогобицького деканату, Самбірсько-Дрогобицької Єпархії УГКЦ.

## Розташування
Церква Успіння Пресвятої Богородиці розташована у мікрорайоні вулиць Княгині Ольги та Володимира Великого, в Дрогобичі. Відстань до центра міста становить 3 кілометри.

## Історія
9 квітня 1991 року Дрогобич відвідав предстоятель Української Греко-Католицької Церкви Мирослав (Любачівський), відслуживши на спеціально зведеному для цієї події дерев'яному помості при дорозі біля Старого Села  святкову Літургію в присутності тисяч жителів Дрогобиччини, а також освятив місце для спорудження в місті по вулиці Володимира Великого церкви Успіння Пресвятої Богородиці. 
21 серпня 2011 року блаженнійший Патріарх Української греко-католицької церкви Святослав (Шевчук) звершив освячення новозбудованої церкви Успення Пресвятої Богородиці і очолив Архієрейську Літургію.
7 квітня 2012 року, в свято Благовіщення Пресвятої Богородиці ієрейські свячення в церкві з рук правлячого архірея преосвященного владики Ярослава (Приріза), єпископа Самбірсько-Дрогобицького, отримав колишній семінарист, а тепер префект з навчання Дрогобицької духовної семінарії блаженних священномучеників Северина, Віталія та Якима УГКЦ, доктор богослов'я Роман (Андрійовський), для якого ця парафія є рідною. Наступного дня, в Вербну неділю, отець Роман провів у церкві свою першу Божественну Літургію.
17 квітня 2012 року дитяча частина хору при церкві Успіння Пресвятої Богородиці брала участь у святкуванні в місті Великої Гаївки, зокрема виконала святковий концерт біля пам'ятника Степану Бандері в однойменному парку.
При церкві парафії Успіння Пресвятої Богородиці відбуваються дитячі духовно-відпочинкові табори «Веселі канікули з Богом».

## Парохи
14 березня 1996 року адміністратором парафії був призначений протоієрей Тарас Кусьпісь. 
У грудні 2006 року адміністратором парафії був призначений митрофорний протоієрей Олексій Дем'яновський, сотрудником парафії — протоієрей Григорій Комар. 
Станом на листопад 2020 року адміністратором парафії був митрофорний протоієрей Олексій Дем'яновський, сотрудниками: ієрей Тарас Коцюба, військовий капелан, та ієрей Ігор Цмоканич, викладач Дрогобицької духовної семінарії.
З другої половини листопада 2020 року парафію Успіння Пресвятої Богородиці очолив протоієрей Ростислав Мелех.

## Світлини

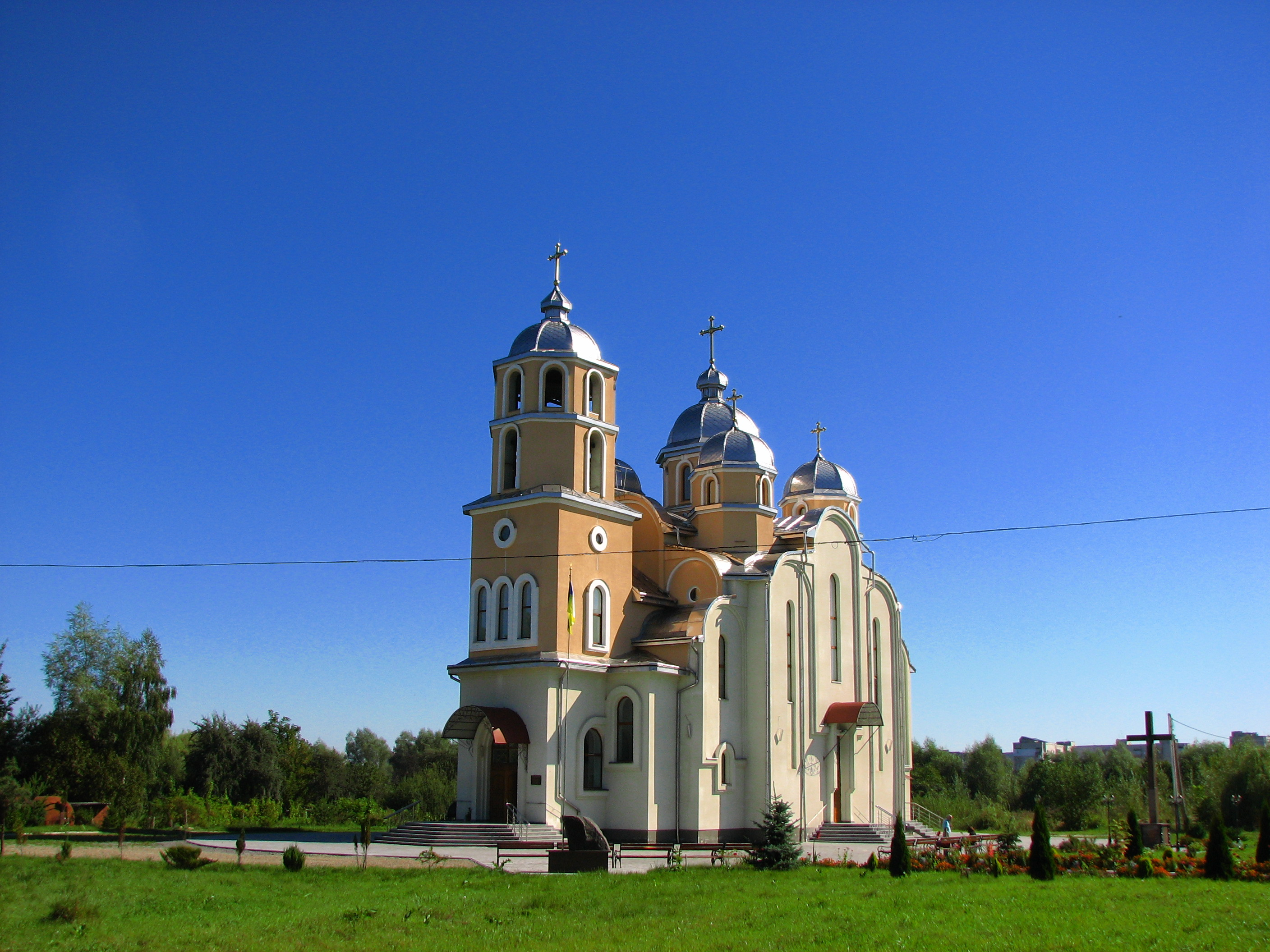
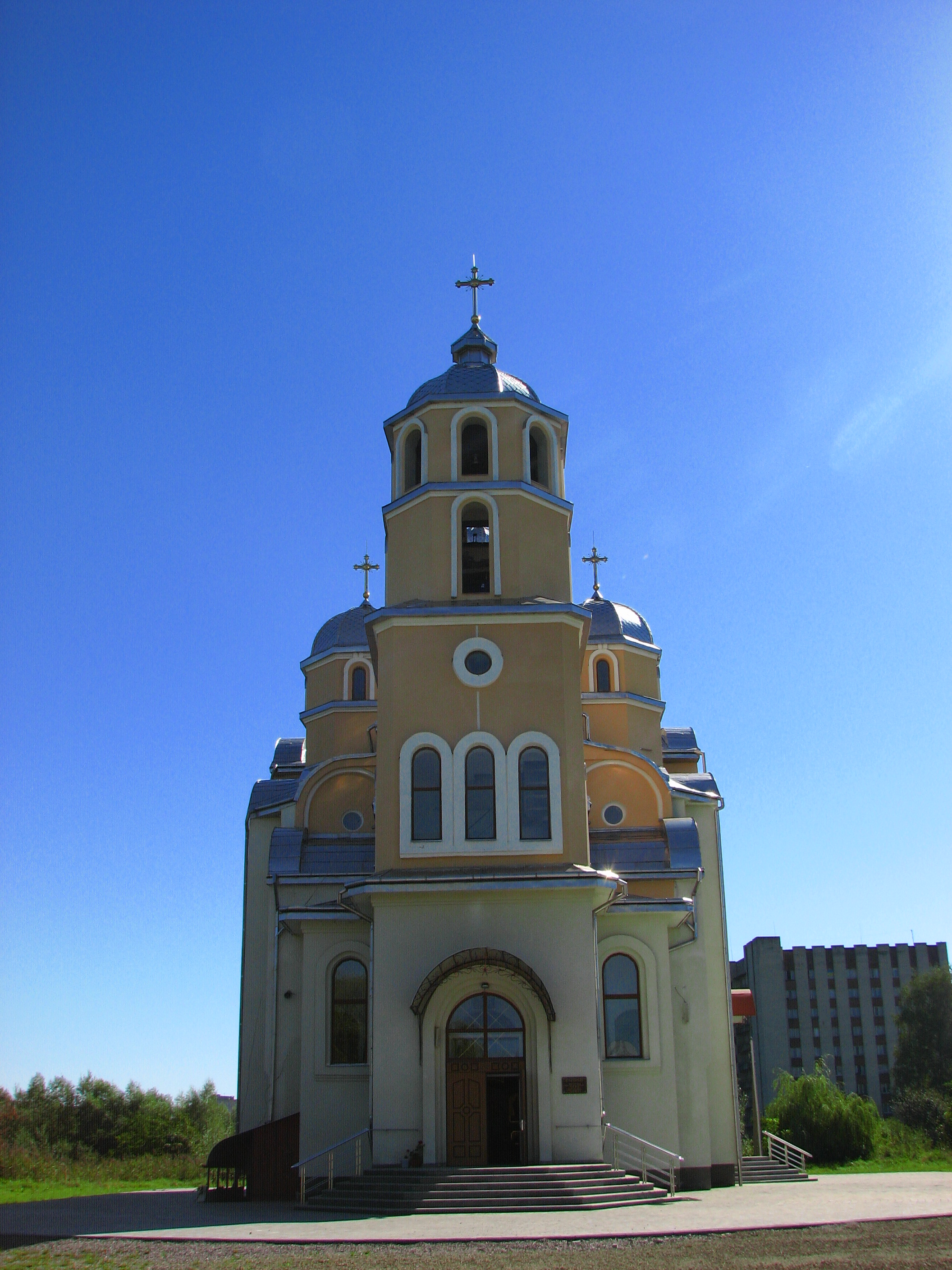
Церква, вид з південного боку.
Церква Успіння Пресвятої Богородиці при вечірньому освітленні. Зліва — тимчасове приміщення.
Тимчасове приміщення церкви Успіння Пресвятої Богородиці.

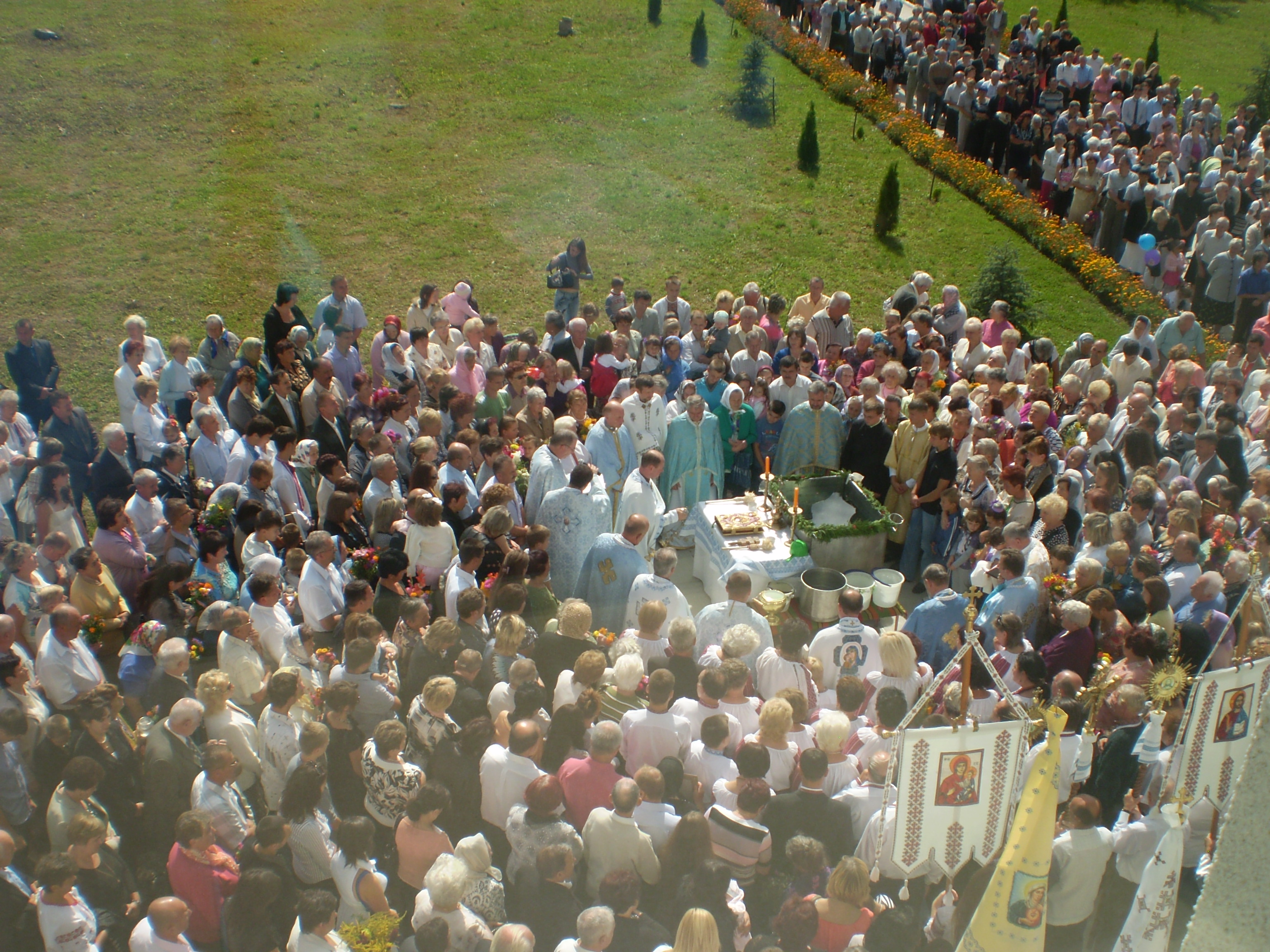
Престольне свято. Освячення води біля церкви. 28 серпня 2012 року.
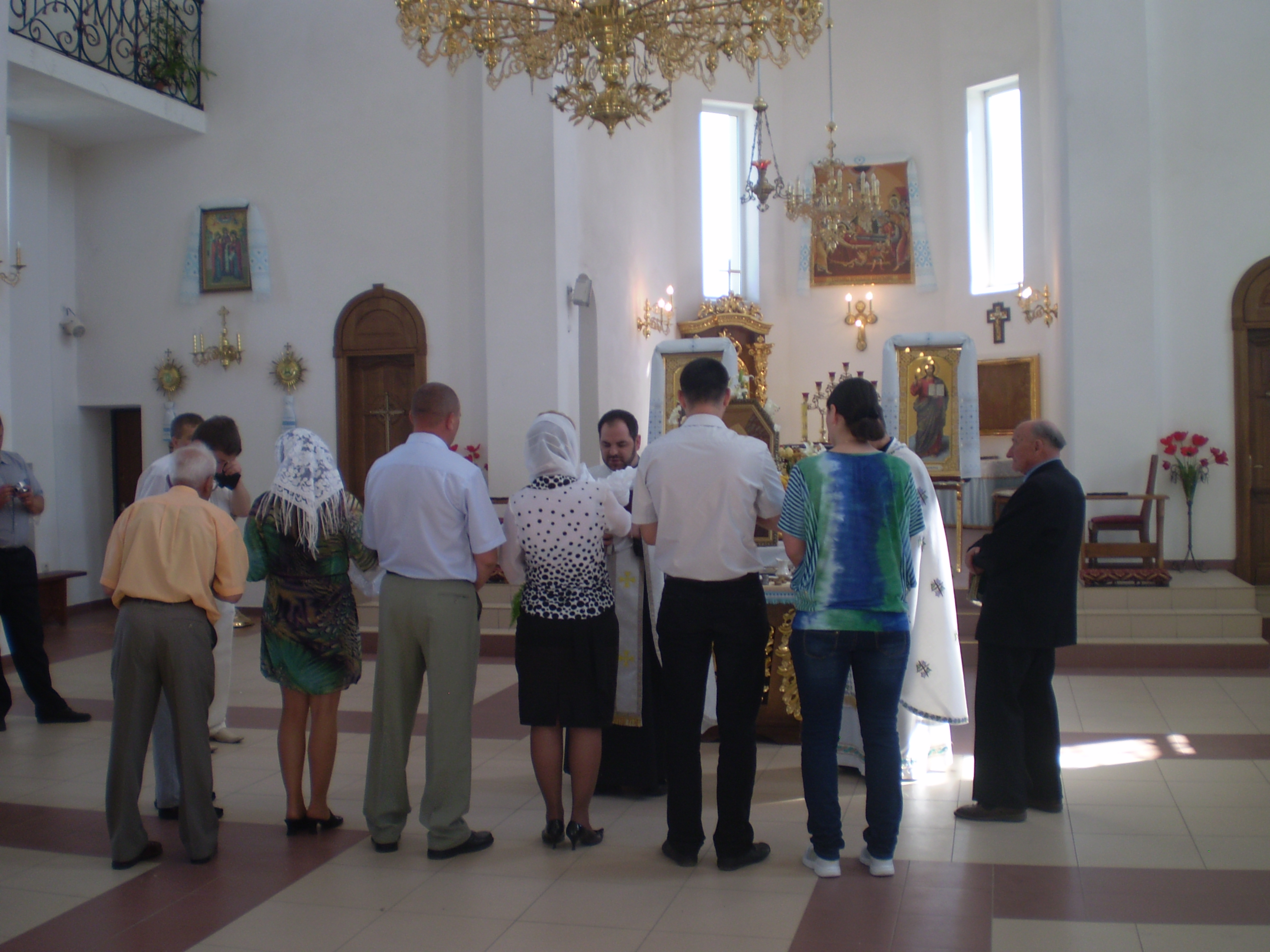
Таїнство Хрещення в церкві Успіння Пресвятої Богородиці.
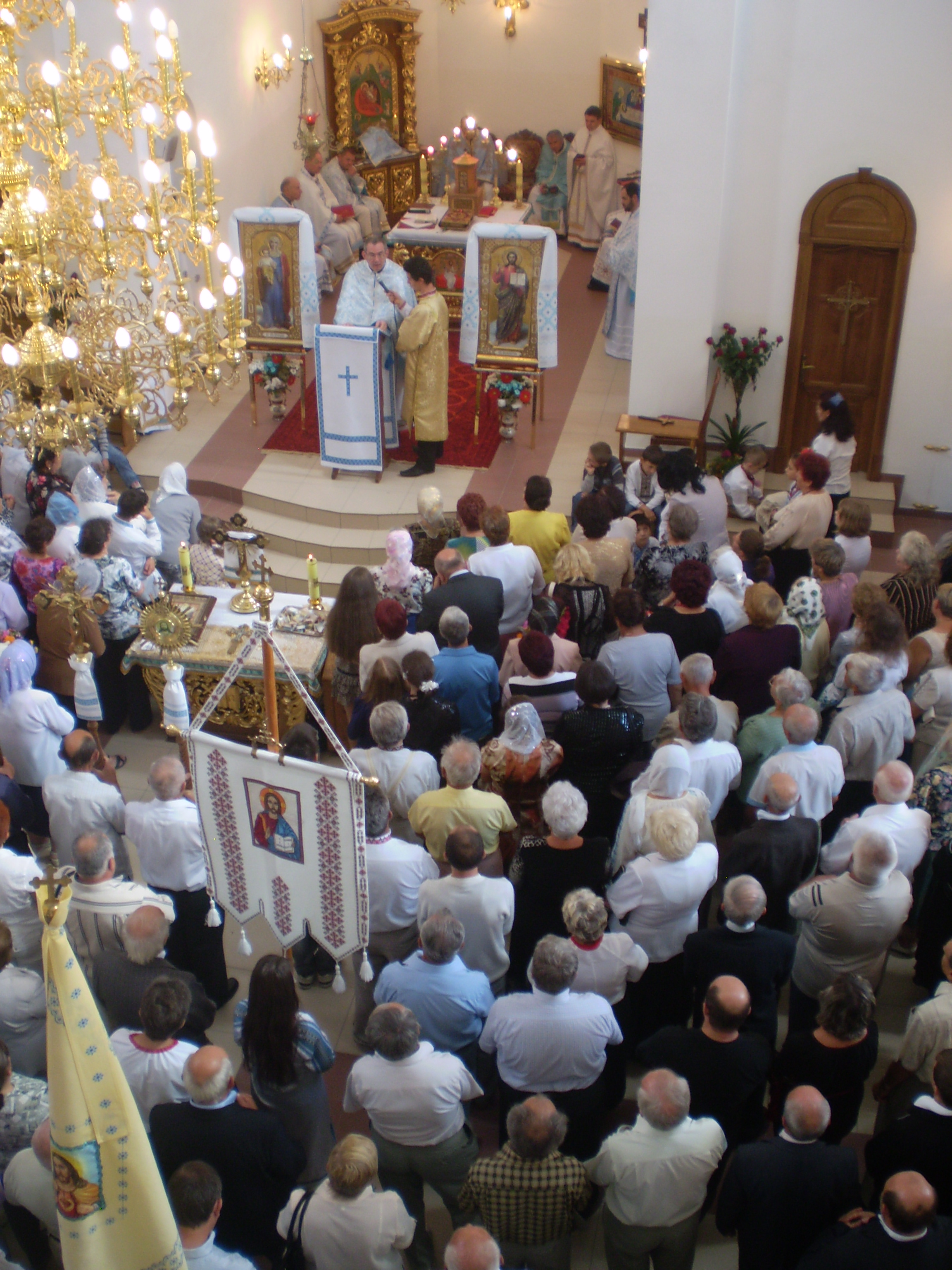
Престольне свято. Проповідь читає докторант Кембриджського університету отець Фра́нко. 28 серпня 2012 року.
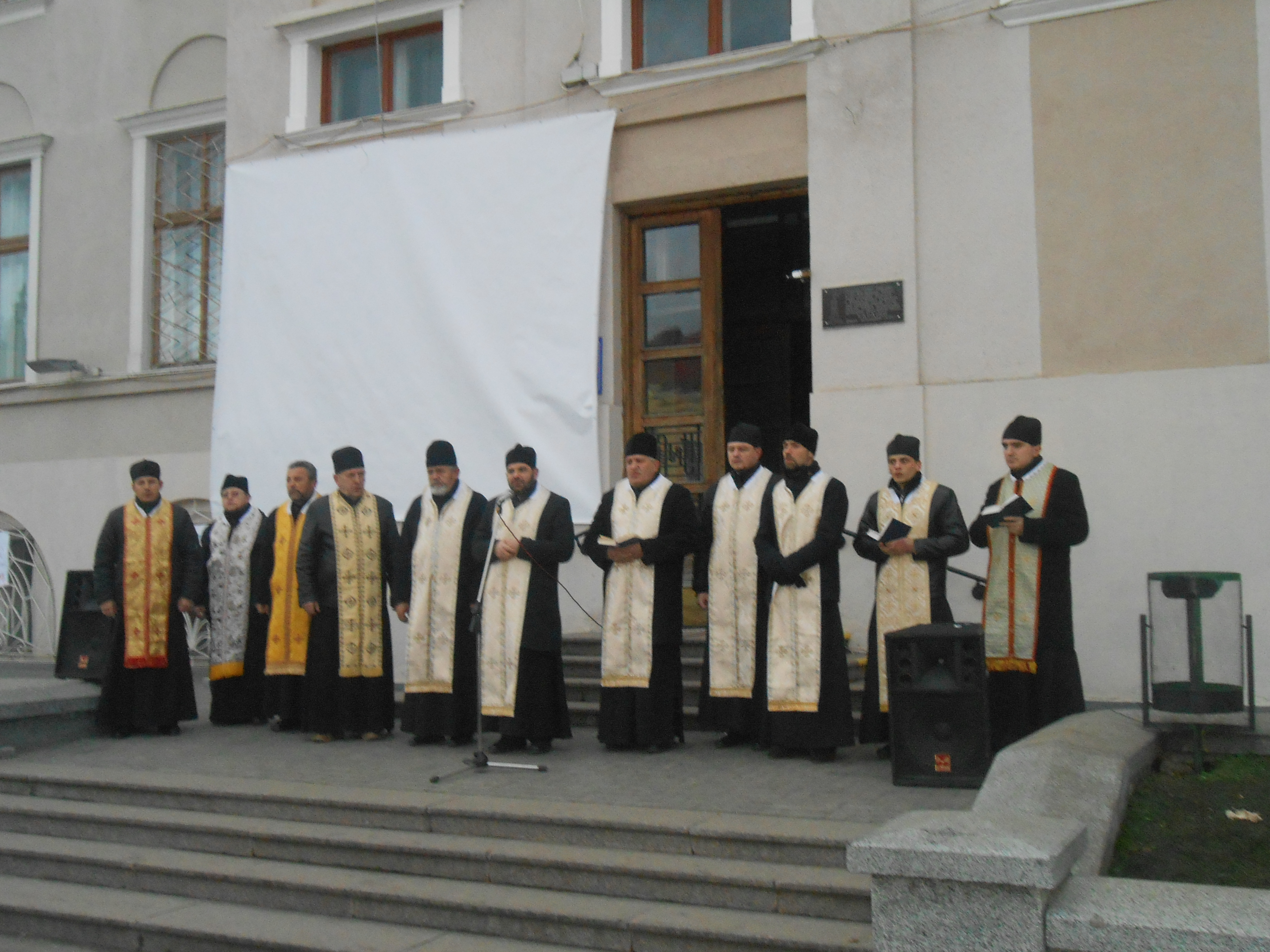
Молебень за Україну 30 листопада 2013 року священиків УГКЦ у Дрогобичі перед Дрогобицькою ратушею на міському віче, яке засудило силовий розгін Євромайдану в Києві
Отець Григорій (Комар) читає проповідь під час маївки.

Сповідь учнів Дрогобицької ЗОШ № 14 отцю Олексію.
Сповідь учнів 3-х класів Дрогобицької ЗОШ № 14. Травень 2012 року.
Дитячий хор при церкві Успення Пресвятої Богородиці виконує гаївку біля пам'ятника Степанові Бандері.
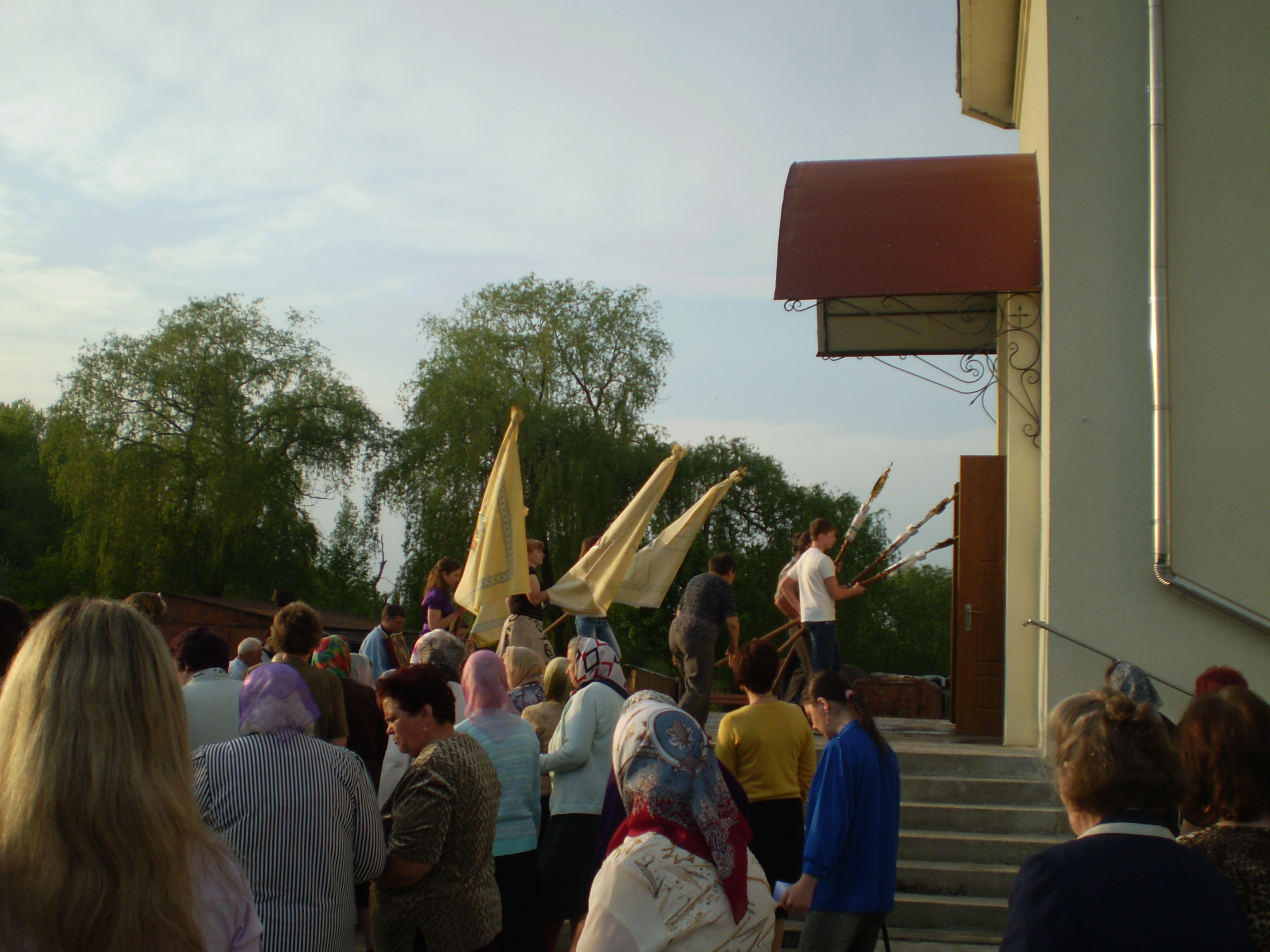
Обхід церкви під час маївки.

Внутрішній вигляд церкви.
Внутрішній вигляд церкви №2.
Внутрішній вигляд церкви №3.
Внутрішній вигляд церкви №4.

Ікона блаженних священномучеників Северина, Віталія та Якима.
Ікона «Господь Вседержитель» з церкви.
Ікона «Успіння Пресвятої Богородиці»
Хрест на стіні в притворі церкви.
Ікона з церкви.
Ікона з церкви.